# Dzieci Diuny
Dzieci Diuny (ang. Children of Dune) – trzecia powieść Franka Herberta dotycząca uniwersum Diuny. Opublikowana w 1976 roku w magazynie Analog Science Fiction and Fact. W 1977 roku nominowana do nagrody Hugo za najlepszą powieść. Ostatnia część cyklu publikowana w prasie przed wydaniem książkowym.

## Fabuła
Po odejściu Paula na pustynię władzę sprawuje Regentka Alia. Dzieci Muad'Diba, Ghanima i Leto, dorastają starając się unikać nadmiernych ilości przyprawy, aby nie rozbudzić w sobie przyszłowidzenia. Na Diunę z Kaladanu przybywa ich babka – lady Jessika, aby poddać bliźnięta próbie na człowieczeństwo. Dom Corrino planuje zapewnić sobie panowanie w imperium poprzez zamach. Trwają próby złamania monopolu Atrydów na przyprawę poprzez przenoszenie czerwi na inne planety (m.in. Salusa Secundus). W Arrakin pojawia się ślepy Fremen – Kaznodzieja, opowiadający o przeszłości i przyszłości Atrydów.